# Derg
Der Provisorische Militärverwaltungsrat (amharisch ጊዜያዊ ወታደራዊ አስተዳደር ደርግ Gizeyawi Wättaddärawi Astädadär Därg), kurz Derg (amharisch ደርግ Därg) oder PMVR, war eine Militärjunta, die in Äthiopien nach dem Sturz des Kaisers Haile Selassie 1974 an die Macht gekommen war und sie bis zur Ausrufung der Demokratischen Volksrepublik Äthiopien 1987 behielt.
Derg (amharisch für „Rat“ oder „Komitee“) war die Kurzform des vollständigen Namens Koordinationskomitee der Streitkräfte, Polizei und Territorialarmee. Der Vorsitzende des Derg war Mengistu Haile Mariam, welcher das Land marxistisch-leninistisch umgestaltete, eine Zusammenarbeit mit der Sowjetunion pflegte und von dort massive finanzielle Unterstützung erhielt.

## Gründung und Machtübernahme
Das Koordinationskomitee der Streitkräfte, Polizei und Territorialarmee oder kurz Derg (Komitee) wurde im Juni 1974 von Armeeoffizieren gegründet, um die Korruption im Militär und die daraus folgenden Unruhen unter den Soldaten zu unterbinden. Zu Beginn gehörten dem Derg etwa 120 Mitglieder an (wobei diese Zahl mit der Zeit sank, da vor allem in den ersten Jahren Mitglieder zurücktraten oder getötet wurden). Der Major Mengistu Haile Mariam wurde vom Komitee zu dessen Vorsitzendem gewählt.
Nach und nach eignete sich der Derg immer mehr Macht an – einschließlich der Macht, Regierungsmitglieder zu inhaftieren –, sodass etliche Minister, Gouverneure etc. ins Gefängnis kamen. Am 12. September 1974 wurde der Kaiser Haile Selassie abgesetzt und inhaftiert, und am 15. September benannte sich das Komitee in Provisorischer Militärischer Verwaltungsrat (Abkürzung PMVR, englisch PMAC) um und übernahm die Kontrolle über die Regierung.
1975 erklärte der Derg offiziell die Abschaffung der Monarchie und den Marxismus-Leninismus zur Staatsideologie. Ziel war die klassenlose Gesellschaft. Zwischen 1975 und 1977 ließ der Derg zehntausende Klassenfeinde, Oppositionelle und Gegner der sozialistischen Umgestaltungen verhaften, foltern und exekutieren.

## Politische Aktivität
Die Politik der Derg wurde anfangs unter Parole Ityop̣ya Təqdɛm (Äthiopien voran!) betrieben. Zu ihrem Programm gehörte die Verstaatlichung der meisten Industrien und des gesamten Bodens und die Errichtung von Kollektivfarmen. Außerdem wurden Studenten für Alphabetisierungskampagnen aufs Land geschickt. Im Bildungswesen ordnete die neue Regierung eine Verstaatlichung der Privatschulen und die Einführung eines einheitlichen Lehrplans an. Sowohl an den Schulen als auch im Verlagswesen wurde die Rolle der amharischen Sprache gefördert. Bis Ende der 1970er Jahre erhöhten sich die Bevölkerungszahl und der Urbanisierungsgrad. Auch die durchschnittliche Lebenserwartung konnte bis 1979 auf 40 Jahre gesteigert werden, nachdem ein Programm zur medizinischen Aufklärung und der Einrichtung von Kliniken verwirklicht wurde. Außerdem stieg das Bruttoinlandsprodukt, an dem der Handel und die Dienstleistungen einen zunehmenden Anteil hatten. In Anbetracht der Unabhängigkeitsbestrebungen von Eritrea erließ die Derg am 16. Mai 1976 eine 9-Punkte-Erklärung, die auf eine friedliche Lösung abzielte.
Dies vermochte jedoch die wirtschaftlichen, sozialen und ökologischen Probleme Äthiopiens langfristig nicht zu beheben, sondern führte nach Ansicht einer zunehmenden Zahl von Beobachtern und Kommentatoren zu deren Verschärfung. In die Regierungszeit des Derg fiel die Hungersnot in Äthiopien 1984–1985, wobei dem Derg und Mengistu Haile Mariam vorgeworfen wird, zu wenig dagegen unternommen bzw. vielmehr durch ihre Verstaatlichungs- und Umsiedlungspolitik die Lage verschlechtert zu haben.
Von 1976 bis 1978 kämpfte der Derg im Ogadenkrieg gegen das Nachbarland Somalia. Während der gesamten Regierungszeit kämpfte er zudem gegen Rebellen in den Provinzen Eritrea (Eritreische Volksbefreiungsfront) und Tigray (Volksbefreiungsfront von Tigray). Ferner kam es zu internen Konflikten zwischen den Derg-Mitgliedern. Während der Regierungszeit des Derg flohen Hunderttausende Äthiopier vor wirtschaftlicher Not und politischer Repression ins Ausland.

## Entmachtung

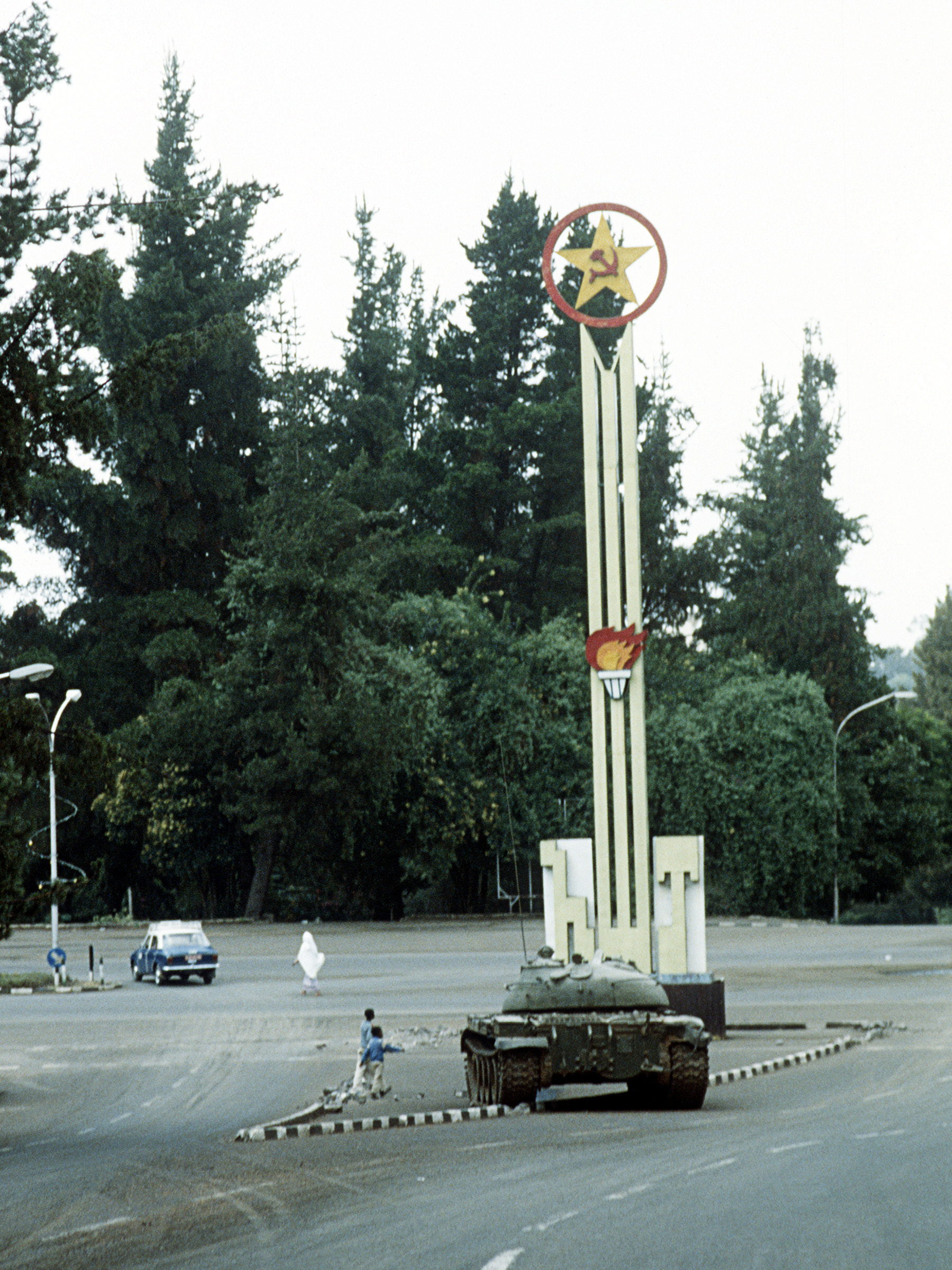
Ein Panzer in Addis Abeba, nachdem Rebellen die Stadt eingenommen hatten, 1991.

1991, nachdem die Sowjetunion ihre Finanzhilfen für Mengistu eingestellt hatte, gewannen Rebellen und Opposition die Oberhand, und der Derg wurde durch die Revolutionäre Demokratische Front der Äthiopischen Völker entmachtet. Mengistu und die Derg-Führung flohen nach Simbabwe. Simbabwe hat sich bisher Auslieferungsgesuchen Äthiopiens verweigert.